# Mezinárodní sdružení katolických esperantistů

Vlajka katolických esperantistů

Mezinárodní sdružení katolických esperantistů (v esperantu IKUE: Internacia Katolika Unuiĝo Esperantista) je organizace katolických uživatelů esperanta. Byla založena roku 1910 v Paříži a nyní sídlí v Římě. Současným předsedou je Ital Giovanni Daminelli, před kterým v letech 2003–2012 organizaci řídil Čech Miloslav Šváček.

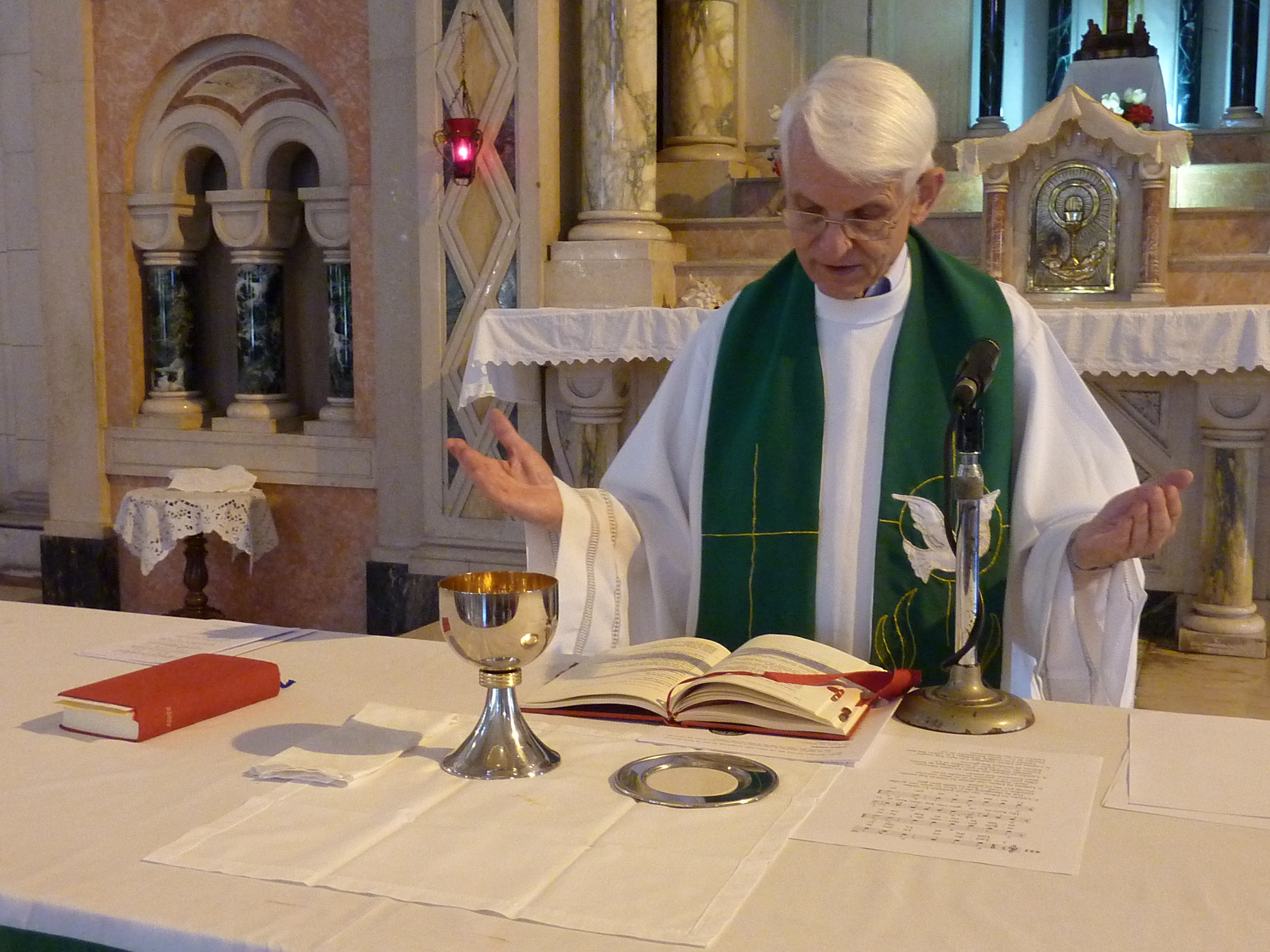
Mše svatá v esperantu během 95. Světového kongresu esperanta v Havaně (celebruje Peter Knauer).

| Esperanto |  |
| |  |
| Jazyk |  |
| |  |
| - Akademie esperanta - Gramatika - Slovníky - Esperantologie - Abeceda - Číslovky - Fundamento - lernu! - Letní škola esperanta                                                                             |  |
| |  |
| Organizace |  |
| |  |
| - UEA - TEJO - E@I - EEU - SAT - Český esperantský svaz - Česká esperantská mládež - Esperantské kluby - Katolíci                                                                                           |  |
| |  |
| Dějiny |  |
| |  |
| - Ludvík Lazar Zamenhof - Časová osa - Buloňská deklarace - Ido-schizma - Krize ata/ita - Neutrální Moresnet - Interhelpo - Pražský manifest - Bona Espero - Esperantské město                              |  |
| |  |
| Kultura |  |
| |  |
| - Esperantská setkání - Pasporta Servo - Hudba - Rozhlas - Finvenkismus - Homaranismus - Kabei - Politika - La Espero - Stelo - Symboly (vlajka) - UK - IJK - Esperantista - Rodilí mluvčí - Zamenhofův den |  |
| |  |
| Literatura |  |
| |  |
| - Autoři - Esperantské časopisy - Esperantské slovníky - PIV - Wikipedie - KAEST |  |
| |  |
| Úhly pohledu |  |
| |  |
| - Propedeutická hodnota - Srovnání s idem - Srovnání s interlinguou - Reformy - Odpor vůči esperantu |  |

## Činnost

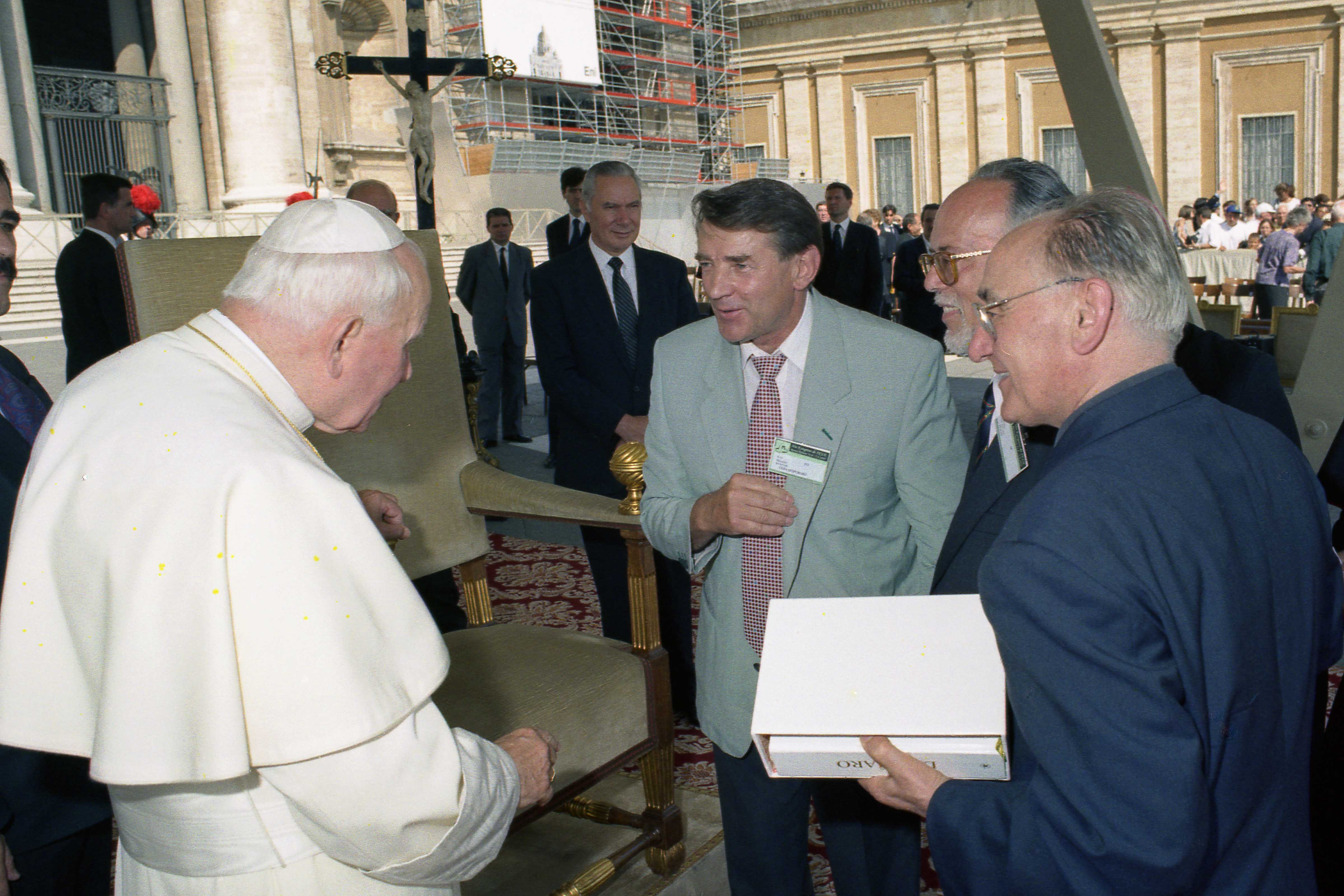
Papež Jan Pavel II. přebírá od IKUE esperantský misál a lekcionář.

IKUE pořádá mše svaté během esperantských setkání a každoročně také svůj vlastní týden trvající sjezd. Svazy a místní skupiny katolických esperantistů také nabízejí různá další setkání (biblické víkendy, mládežnické tábory apod.)
IKUE vydává křesťanskou literaturu v esperantu, jako je např. v roce 2001 vydaná ekumenická kniha modliteb a písní ADORU o 1 472 stranách nebo esperantský překlad papežské encykliky Deus caritas est z roku 2006. Nepřetržitě od roku 1903 také vychází časopis Espero Katolika (Katolická naděje), který je nejdéle vycházejícím esperantským časopisem.

## Uznání Vatikánem
Všichni papežové počínaje Piem X. měli vstřícný a podpůrný postoj vůči esperantskému hnutí.
V roce 1977 začal Vatikánský rozhlas vysílat pravidelné rozhlasové pořady v esperantu (od roku 1998 třikrát týdně). V roce 1990 přijala vatikánská Kongregace pro bohoslužbu a svátosti esperantský překlad modliteb mešního řádu a uznala esperanto za liturgický jazyk. Esperantský Misál a lekcionář pro neděle a svátky byl vydán v roce 1995. V roce 1994 zahrnul papež Jan Pavel II. esperanto poprvé mezi jazyky svých každoročních velikonočních a vánočních pozdravů při příležitosti požehnání Urbi et orbi; od Velikonoc roku 2006 pokračoval v této tradici i jeho nástupce papež Benedikt XVI.

## Čeští katoličtí esperantisté
Československo a posléze Česká republika patří k tradičně nejaktivnějším zemím v katolickém esperantském hnutí, a to navzdory jinak naopak velmi nízkému podílu katolíků v populaci a perzekucím v době komunistického režimu. Už od roku 1969 se ve východočeských Herborticích pravidelně konaly katolické esperantské tábory(eo), než byl devátý ročník v roce 1977 ukončen zásahem Státní bezpečností, jeho organizátor vyšetřován a podmíněně odsouzen a katolická sekce Českého esperantského svazu rozpuštěna. Na tradici bylo možné navázat teprve po Sametové revoluci, kdy v letech 1991–2005 proběhlo dalších 14 ročníků tábora v Sebranicích.
Členem IKUE byl ve svém mládí i Miloslav kardinál Vlk, někdejší arcibiskup pražský, který také opakovaně sloužil v tomto jazyce mše svaté při příležitosti esperantských kongresů, nad nimiž přijal záštitu (např. v roce 1995 na světovém kongresu katolických esperantistů v Olomouci nebo v roce 2009 na Mezinárodním kongresu esperantské mládeže v Liberci).
Od roku 2009 se esperantu věnuje a propaguje jej český psychiatr, spisovatel a řeckokatolický kněz Max Kašparů. Ten kromě účasti na esperantských setkáních začal v roce 2017 čtvrtletně sloužit v pražském kostele svatého Pankráce mši svatou v esperantu.